# Helicopsyche edmundsi
Helicopsyche edmundsi är en nattsländeart som beskrevs av Ross 1975. Helicopsyche edmundsi ingår i släktet Helicopsyche och familjen Helicopsychidae. Inga underarter finns listade i Catalogue of Life.